# Ždírec (Havlíčkův Brod)
Ždírec è un comune della Repubblica Ceca facente parte del distretto di Havlíčkův Brod, nella regione di Vysočina.